# خط ایتسوکایچی
خط ایتسوکایچی (به ژاپنی: 五日市線, Itsukaichi-sen) یکی از خطوط شرکت راه‌آهن شرق ژاپن است. این خط ۷ ایستگاه دارد.

## ایستگاه‌ها
| نام ایستگاه به فارسی | نام ایستگاه به انگلیسی | نام ایستگاه به ژاپنی | فاصله(km)            | نقل و انتقال | محل                                                             |         |
| نام ایستگاه به فارسی | نام ایستگاه به انگلیسی | نام ایستگاه به ژاپنی | فاصله بین دو ایستگاه | نقل و انتقال | محل                                                             | مجموع   |
| -------------------- | ---------------------- | -------------------- | -------------------- | ------------ | --------------------------------------------------------------- | ------- |
| هایجیما              | Haijima                | 拝島                 | -                    | 0.0          | شرکت راه‌آهن شرق ژاپن خط اومه شرکت راه آهن سیبو: خط سیبو هایجیما | آکیشیما |
| کوماگاوا             | Kumagawa               | 熊川                 | 1.1                  | 1.1          |                                                                 | فوسا    |
| هیگاشی-آکیرو         | Higashi-Akiru          | 東秋留               | 2.4                  | 3.5          |                                                                 | آکیرونه |
| آکیگاوا              | Akigawa                | 秋川                 | 2.2                  | 5.7          |                                                                 | آکیرونه |
| موساشی-هیکیدا        | Musashi-Hikida         | 武蔵引田             | 1.5                  | 7.2          |                                                                 | آکیرونه |
| موساشی-ماسوکو        | Musashi-Masuko         | 武蔵増戸             | 1.3                  | 8.5          |                                                                 | آکیرونه |
| موساشی-ایستوکایچی    | Musashi-Itsukaichi     | 武蔵五日市           | 2.6                  | 11.1         |                                                                 | آکیرونه |